# Livorno
Livorno er den vigtigste havneby i Toscana i Italien. Byen ligger ca. 20 kilometer sydvest for Pisa. Fra Livorno går færger til Sardinien og Korsika. Livorno ligger på jernbanen fra Genova til Rom, Motorvejen A12 passerer Livorno. Kysterne omkring Livorno er fyldt med strande og seværdigheder som gamle Italienske bygninger fra Romerriget.
Livorno har 152.914(2023) indbyggere.
Livorno har et fodboldhold, A.S. Livorno Calcio, der tidligere har spillet i Serie A, men som i dag (2017) spiller i tredjebedste række, Lega Pro.

## Indbyggere fra Livorno
- Amedeo Modigliani (1884-1920), maler
- Giovanni Fattori (1825-1908), maler
- Voltolino Fontani (1920-1976), maler
- Pietro Mascagni (1863-1945), komponist
- Maurizio Micheli (1947), skuespiller og forfatter